# Mamuśka (film 1998)
Mamuśka – amerykański film obyczajowy z 1998 roku.

## Obsada
- Julia Roberts – Isabel Kelly
- Susan Sarandon – Jackie Harrison
- Ed Harris – Luke Harrison
- Jena Malone – Anna Harrison
- Liam Aiken – Ben Harrison
- Lynn Whitfield – Dr P. Sweikert

## Fabuła
Jackie rozwodzi się z mężem Lukiem, który w tym czasie zdążył znaleźć sobie nową partnerkę – Isabel. Isabel to fotograficzka, która wiedzie samotne dotąd życie, a głównym jej celem jest kariera. Nagle życie Isabel się zmienia, gdyż zaczyna opiekować się dziećmi Luke’a i Jackie. Nie mając własnych dzieci Isabel pozwala im na dużo więcej niż Jackie, która wychowuje je surowo. Między dwiema kobietami wciąż dochodzi do kłótni. Relacji tych nie poprawia sam Luke, obwiniając swoją żonę o to, że ta rujnuje jego związek z Isabel, ciągle ją oskarżając o wszystkie rodzinne niepowodzenia. Jackie oszukuje swoją rodzinę, że pracuje w gazecie, publikując materiały swojego autorstwa. Kobieta jednak zmaga się z chorobą nowotworową, z którą powoli przegrywa. Stara się nie martwić swojej rodziny złym stanem zdrowia. Isabel odkrywa sekret Jackie. Ich rozmowa zbliża obydwie kobiety, które pragną szczęścia rodziny. Jackie przygotowuje dzieci, męża na swoją śmierć i akceptuje Isabel, oddając jej pod opiekę rodzinę i uznając za nową matkę swoich dzieci.

## Nagrody i nominacje
Złote Globy 1998
- Najlepsza aktorka dramatyczna – Susan Sarandon (nominacja)

Nagroda Satelita 1998
- Najlepsza aktorka dramatyczna – Susan Sarandon (nominacja)